# Quarta
La Quarta est une variété cultivée de pomme de terre d'origine allemande.
Cette variété a été utilisée pour produire de nombreuses autres variétés, dont 'Agria', issue du croisement 'Quarta' × 'Semlo' (Allemagne, 1985) et 'Ditta (de)', issue du croisement 'Bintje' × Quarta (Autriche, 1989).
En 2019, cette variété a été élue « Kartoffel des Jahres » (pomme de terre de l'année) en Allemagne.